# Kleine kiskadie
De kleine kiskadie (Philohydor lictor; synoniem: Pitangus lictor) is een zangvogel uit de familie Tyrannidae (tirannen).

## Verspreiding en leefgebied
Deze soort komt voor van Panama tot het oosten van Brazilië en telt twee ondersoorten:
- P. l. panamensis: oostelijk Panama en noordelijk Colombia.
- P. l. lictor: van oostelijk Colombia via de Guyana's zuidelijk naar Bolivia en oostelijk en centraal Brazilië.

## Status
De grootte van de populatie is in 2019 geschat op 5-50 miljoen volwassen vogels. Op de Rode lijst van de IUCN heeft deze soort de status niet bedreigd.